# Lampria pusilla
Lampria pusilla är en tvåvingeart som först beskrevs av Macquart 1838.  Lampria pusilla ingår i släktet Lampria och familjen rovflugor. Inga underarter finns listade i Catalogue of Life.